# 吉田優子
吉田 優子（よしだ ゆうこ、1957年 - ）は、主に宝塚歌劇団の劇中音楽を担当する作曲家、音楽監督。宝塚歌劇団理事。

## 略歴
1957年、兵庫県神戸市生まれ。大阪音楽大学器楽学科ピアノ専攻在学中、神澤哲郎に師事する。
1979年、稽古ピアニストとして宝塚歌劇団に入団。稽古ピアニストと同時に寺田瀧雄のもと、音楽助手として編曲などを手掛ける。
1992年、花組公演『心の旅路』で初めて主題歌を担当する。
1993年、文芸音楽室に所属し、宝塚歌劇団初の女性作曲家となる。
1996年、雪組公演『エリザベート -愛と死の輪舞-』の音楽監督を務めた。
2001年、新・東京宝塚劇場こけら落とし公演『いますみれ花咲く』の音楽を担当。

## 主な作品
- ジーザス・ディアマンテ〜夢の王の夢〜 - 1990年
- グランサッソの百合 - 1991年
- 紫禁城の落日 - 1991年-1992年
- 忠臣蔵〜花に散り雪に散り〜 - 1993年
- カサノヴァ・夢のかたみ - 1994年
- Shion〜愛の祈り〜 - 1994年
- 虹のナターシャ - 1996年
- エクスカリバー - 1998年
- 国境のない地図 - 1995年
- LUNA-月の伝言- - 2000年
- 愛 燃える -呉王夫差- - 2001年
- アメリカン・パイ - 2003年
- 薔薇の封印 -ヴァンパイア・レクイエム- - 2003年
- 落陽のパレルモ - 2005年
- 堕天使の涙 - 2006年
- ソルフェリーノの夜明け - 2010年
- 灼熱の彼方 〜「オデュセウス編」と「コモドゥス編」〜 - 2011年
- Streak of Light - 2012年
- 愛のプレリュード - 2012年
- 戦国BASARA真田幸村編 - 2013年